# Махадзанга
Махадзанга (фр. Majunga) — місто на північному заході Мадагаскару, центр однойменної провінції.. По території міста протікає річка Бетсібука, що впадає в затоку Бомбетока. Місто Махадзанга є столицею регіону Boeny.

## Клімат
Місто знаходиться у зоні, котра характеризується кліматом тропічних саван. Найтепліший місяць — березень із середньою температурою 27.8 °C (82 °F). Найхолодніший місяць — липень, із середньою температурою 25 °С (77 °F).
| Клімат Махадзанги       | Клімат Махадзанги | Клімат Махадзанги | Клімат Махадзанги | Клімат Махадзанги | Клімат Махадзанги | Клімат Махадзанги | Клімат Махадзанги | Клімат Махадзанги | Клімат Махадзанги | Клімат Махадзанги | Клімат Махадзанги | Клімат Махадзанги | Клімат Махадзанги |
| Показник                | Січ.              | Лют.              | Бер.              | Квіт.             | Трав.             | Черв.             | Лип.              | Серп.             | Вер.              | Жовт.             | Лист.             | Груд.             | Рік               |
| Абсолютний максимум, °C | 37                | 36                | 37                | 36                | 36                | 33                | 33                | 35                | 36                | 36                | 37                | 37                | 37                |
| Середній максимум, °C   | 30                | 31                | 31                | 32                | 31                | 30                | 30                | 31                | 31                | 32                | 32                | 31                | 31                |
| Середня температура, °C | 26                | 27                | 27                | 27                | 26                | 25                | 25                | 25                | 26                | 27                | 27                | 27                | 26                |
| Середній мінімум, °C    | 23                | 23                | 23                | 23                | 22                | 20                | 20                | 20                | 21                | 22                | 23                | 23                | 22                |
| Абсолютний мінімум, °C  | 17                | 20                | 19                | 20                | 17                | 13                | 16                | 16                | 17                | 18                | 19                | 20                | 13                |
| Норма опадів, мм        | 470               | 350               | 270               | 60                | 0                 | 0                 | 0                 | 0                 | 0                 | 20                | 100               | 240               | 1550              |
| Вологість повітря, %    | 84                | 84                | 83                | 74                | 69                | 66                | 63                | 62                | 64                | 68                | 75                | 80                | 73                |
| ----------------------- | ----------------- | ----------------- | ----------------- | ----------------- | ----------------- | ----------------- | ----------------- | ----------------- | ----------------- | ----------------- | ----------------- | ----------------- | ----------------- |
| Джерело: Weatherbase    |                   |                   |                   |                   |                   |                   |                   |                   |                   |                   |                   |                   |                   |

## Історія

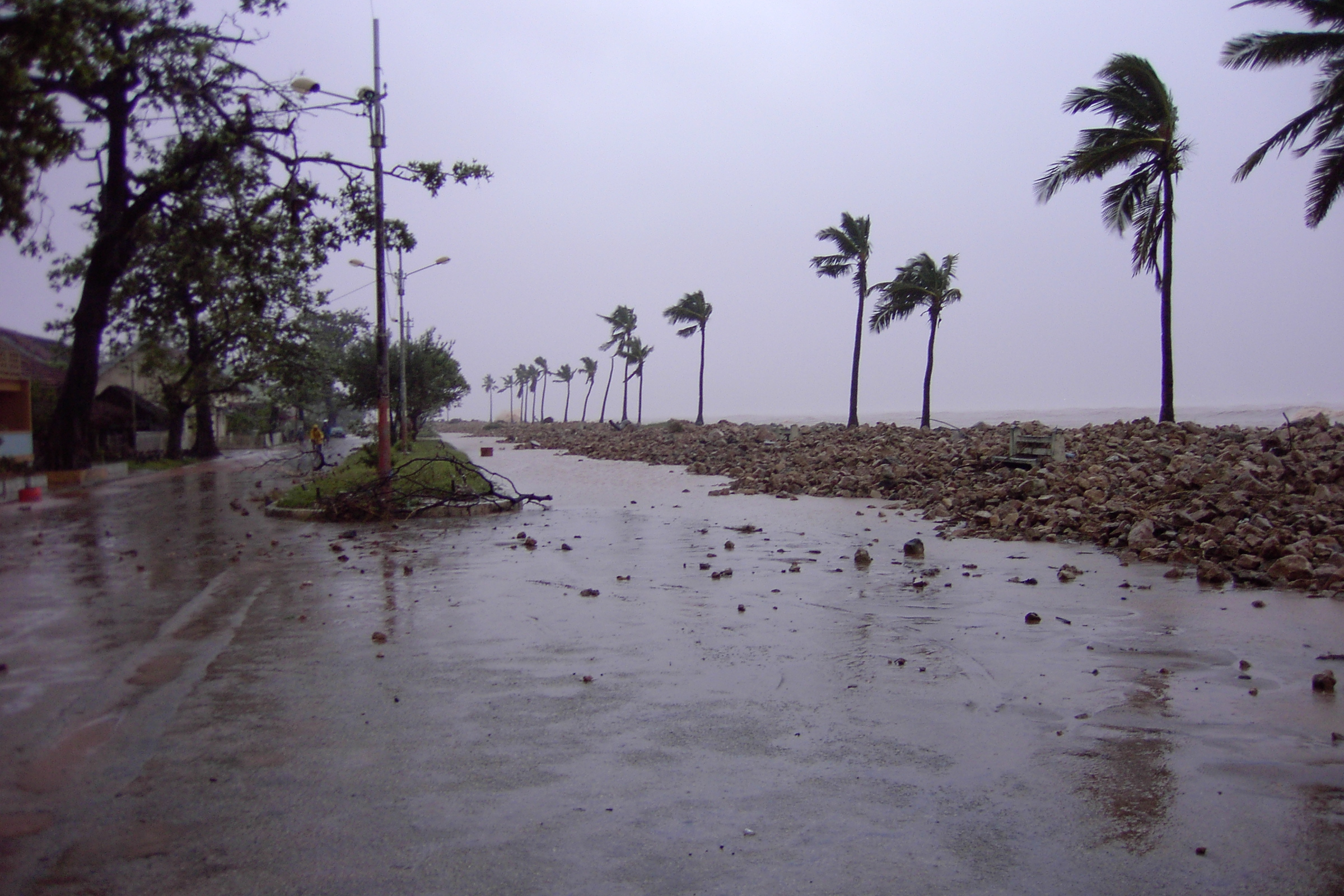
Вулиця після циклону Gafilo в 2004 році

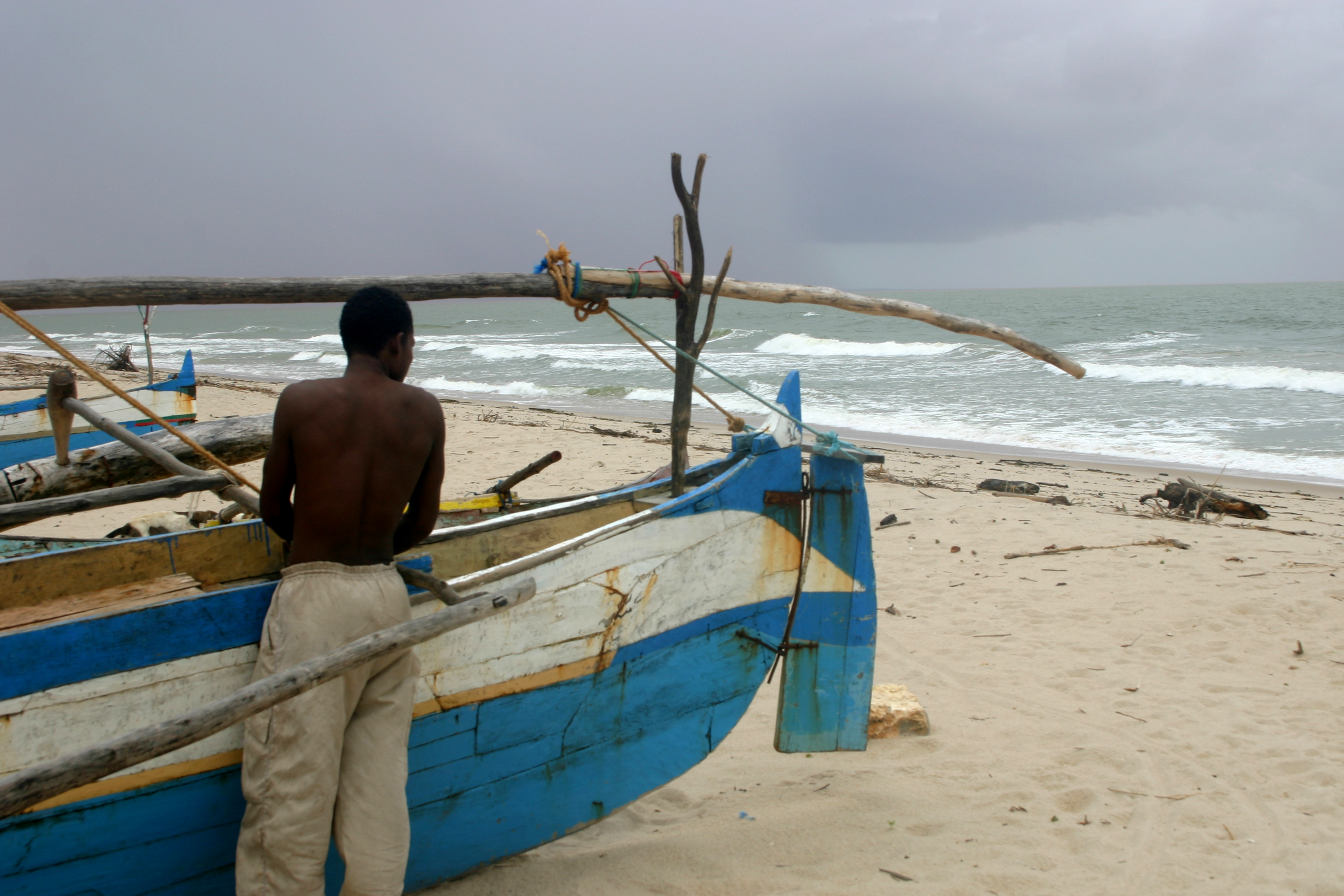
Один з пляжів на північ від міста

Місто, засноване арабами, в XVIII столітті було столицею королівства Бойна. Протягом довгого часу Махадзанга було центром работоргівлі. У 1895 році було захоплене французами.
Відповідно до інформації французького мандрівника Dumaine, у 1780-х роках в Махадзанзі в гирлі річки Бетсібука була сформована спільнота з близько 200 індійських торговців. Таким чином, етимологія слова «Mahajanga» є індійською. Плутанина виникала з приводу їх правового статусу, вони часто оголошували себе Малагасійськими суб'єктами з метою ухилення від законів проти рабовласництва або будівництва кам'яних будинків, що було заборонено британським підданим, у той час як їхні судна (доу, або дхоу), які вони використовували для перевезення товарів до і від африканського материка, використовували французькі прапори. Початкові прибулі були, в основному, мусульманськими ходжа, ісмаїлітами і Дауді бохра (Daoudi Bohras), а деякі індуси поселились пізніше. Перепис 1911 року знайшов 4480 індусів у країні, що робить їх 21 % від загального обсягу іноземного населення і другим за величиною іноземним населенням після французів. Після націоналізації приватних підприємств у 1970-х роках, багато з них були змушені піти звідси, а ті, хто залишився, були в основному неосвіченими, але залишилися і поступово побудували свій бізнес. До 2000 року вони, як вважається, контролювали 50-60 % економіки країни, що робить їх цілюю демонстрантів у період заворушень.
У грудні 2006 року по Махадзанзі вдарив циклон, викликаючи значні пошкодження портових споруд і деяких будівель, розташованих на узбережжі або поблизу.

## Економіка
Махадзанга є морським портом, найважливішим на Мадагаскарі після Туамасіни. Морський термінал вміщує контейнеровози та малі (150 тон) загальні вантажні судна. Через обмежену глибину води на пристані тільки невеликі судна можуть заходити в термінал. Судна з глибшою осадкою стають на якір біля терміналу і передають вантажі через баржі, які переміщують їх до і від терміналу. Сильні шторми в грудні 2006 р. пошкодили перегородки, що дозволило затікати воді і вимивати засипку з-під бруківки терміналу. У результаті руйнування бруківки операції на терміналі стали менш ефективним і скоротили простір, доступний для зберігання. Найбільшим і найціннішим контейнерним експортом є заморожені креветки.
У місті розташований міжнародний аеропорт, що виконує рейси на Коморські Острови і Майотту. Також є університет.
Махадзанга є улюбленим місцем як для місцевих, так і для зарубіжних туристів, завдяки своїм гарним пляжам, пальмовим алеям (Ла Бору — «Le Bord», скорочено від «Bord de la mer» (Борд-де-ла-Мер) або узбережжя) і восьми місяцям теплої погоди, практично без дощів.

## Різне
У Махадзанзі є католицькі і протестантські церкви, а також мечеті.
У місті є велика мусульманська громада. У 1977 році в Махадзанзі мали місце заворушення на національному ґрунті, що призвели до втечі коморської меншини.
У регіоні час від часу спалахують епідемії туберкульозу, малярії та інших небезпечних захворювань.